# Mimela discalis
Mimela discalis är en skalbaggsart som beskrevs av Ohaus 1915. Mimela discalis ingår i släktet Mimela och familjen Rutelidae. Inga underarter finns listade i Catalogue of Life.